# Comuna Hrinivka, Illinți
Hrinivka (în ucraineană Хрінівка) este o comună în raionul Illinți, regiunea Vinnița, Ucraina, formată din satele Hrinivka (reședința) și Parhomivka.

## Demografie
Componența lingvistică a satului Hrinivka
     Ucraineană (99,37%)
     Alte limbi (0,63%)
Conform recensământului din 2001, majoritatea populației satului Hrinivka era vorbitoare de ucraineană (99,37%), existând în minoritate și vorbitori de alte limbi.